# Raúl Inostroza
Raúl Inostroza, född 10 september 1921, död 1975, var en friidrottare från Chile. Han deltog vid olympiska sommarspelen 1952.